# بيرفلورو الديكالين
بيرفلورو الديكالين هو مركب فلوروكربون له الصيغة الكيميائية C10F18، ويكون على شكل سائل عديم اللون.
يعد المركب من مشتقات الديكالين؛ حيث يستحصل عليه عند استبدال جميع ذرات الهيدروجين في الديكالين بذرات فلور.

## التحضير
يحضر بيرفلورو الديكالين من فلورة التترالين أو الديكالين باستخدام فلوريد الكوبالت الثلاثي في عملية فاولر.

## الخواص
يوجد المركب على شكل سائل عديم اللون، لا يمتزج مع الماء، وهو ذو نشاط كيميائي منخفض، وصعب التفكك، ؛ ولذلك فهو من المواد التي لها قيمة مرتفعة من حيث احتمالية حدوث احترار عالمي.
يوجد هناك متصاوغان للمركب، وهما الشكل مقرون (سيس cis)، ومفروق (ترانس trans).

الشكل المقرون cis
الشكل المفروق trans

## الاستخدامات
يستطيع غاز الأكسجين الانحلال بكميات كبيرة نسبياً في بيرفلورو الديكالين، لذلك يقترح استخدامه كبديل للدم وشكل من أشكال تنفس السائل. بالإضافة إلى ذلك يمكن أن يستخدم كوسط لحفظ الأعضاء أثناء عمليات الزرع، مثل زراعة البنكرياس.